# Водоворот (галактика)
M 51 (M51A, NGC 5194, PGC 47404, Галактика Водоворот) — спиральная галактика в созвездии Гончие Псы, открытая в 1773 году Шарлем Мессье; первая галактика, у которой была обнаружена спиральная структура. Входит в группу галактик M51.
Видимая звёздная величина галактики составляет 8,4m; на конце одного из её спиральных рукавов находится галактика-компаньон NGC 5195. M 51 довольно известна благодаря выраженной спиральной структуре и тому, что хорошо видна даже в небольшие телескопы.

## Характеристики

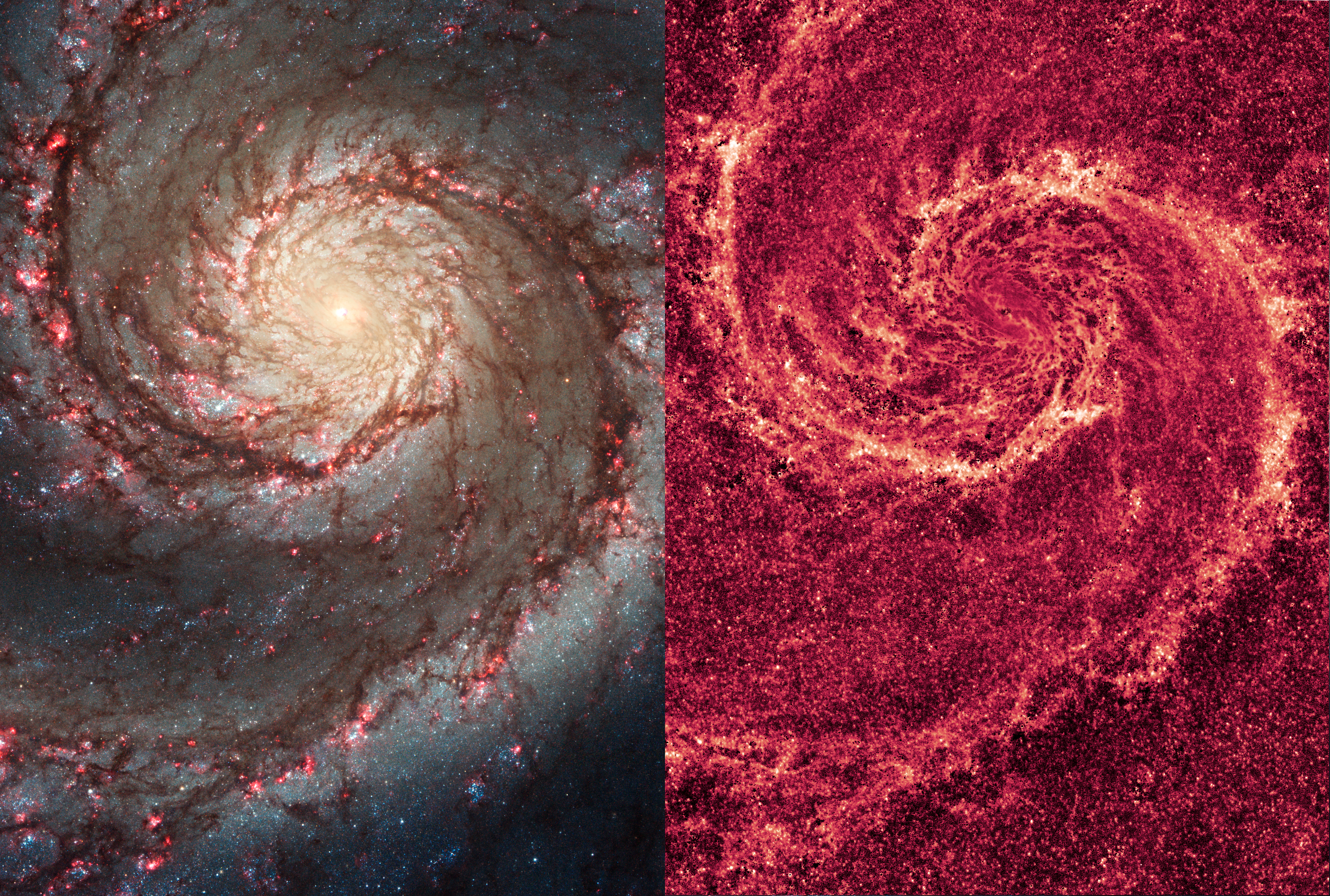
Галактика Водоворот в видимых лучах (слева) и в инфракрасном диапазоне (справа)

M 51 — спиральная галактика, по морфологической классификации де Вокулёра относящаяся к типу SA(s)bc и имеющая упорядоченную структуру. Она относится к сейфертовским галактикам типа II, а также, из-за взаимодействия с компаньоном NGC 5195, к пекулярным галактикам и входит в Атлас пекулярных галактик.
Масса галактики составляет 160 миллиардов масс Солнца. Оценки расстояния до неё различаются: встречаются значения в диапазоне 23±4 до 37 миллионов световых лет. Оценки её размеров также варьируются: как правило, её диаметр считается равным 60—90 тысячам световых лет — таким образом, галактика в несколько раз меньше и менее массивна, чем Млечный Путь.
Галактика обладает активным ядром, в котором расположена массивная чёрная дыра. У ядра наблюдаются джеты, а в оптическом и радиодиапазоне оно излучает сильнее, чем в Млечном Пути, но всё же значительно слабее, чем в большинстве сейфертовских галактик.

### Взаимодействие с другими галактиками
У M 51 имеется галактика-компаньон NGC 5195, которая в 2—3 раза менее массивна, чем M 51 и имеет диаметр около 20 тысяч световых лет. Галактики движутся по гиперболической орбите, их наибольшее сближение произошло 900 миллионов лет назад на расстоянии 16 килопарсек (52 тысячи световых лет). Сейчас NGC 5915 расположена на 147 килопарсек (480 тысяч световых лет) дальше, чем M 51, и движется практически в направлении луча зрения. Из-за гравитационного взаимодействия с компаньоном в M 51 происходит вспышка звездообразования. Темп звездообразования в пять раз превышает нормальный для такой галактики, и считается, что вспышка продлится ещё не более 100 миллионов лет.
Галактика Водоворот принадлежит к небольшой группе галактик M51 вместе со своим компаньоном и другими 6 галактиками: NGC 5023, UGC 8313, UGC 8331, M 63, NGC 5229, UGC 8683.

## История изучения

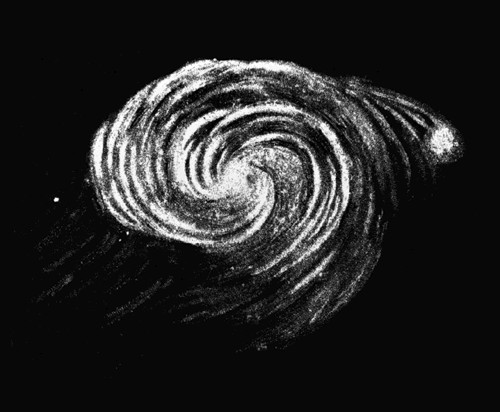
Зарисовка галактики, сделанная лордом Россом в 1845 году

Галактику Водоворот впервые обнаружил 13 октября 1773 года Шарль Мессье, который описал её как очень тусклую туманность, не содержащую звёзд. Компаньон NGC 5195, с которым Галактика Водоворот взаимодействует, 21 марта 1781 года открыл друг Мессье — Пьер Мешен. В каталог Мессье галактика входит под номером 51, причём иногда под M 51 подразумевают пару из самой галактики (NGC 5194) и её компаньона (NGC 5195). В этом случае эти объекты называются, соответственно, M51A и M51B.
M 51 стала первой галактикой, у которой была обнаружена спиральная структура. Её открыл лорд Росс в 1845 году, наблюдая на крупнейшем телескопе своего времени, тогда же он сделал довольно точную зарисовку галактики. Благодаря этому, иногда встречаются такие названия галактики, как «Галактика Росса» и «Вопросительный знак», распространённые в основном в англоязычной литературе.
С 1994 года в галактике было зарегистрировано три вспышки сверхновых: SN 1994I, SN 2005cs и SN 2011dh. Такая частота вспышек считается довольно большой для галактики такого размера.
В 2020 году было объявлено об обнаружении в галактике кандидата в экзопланеты M51-ULS-1 b — объекта, вращающегося вокруг массивной рентгеновской двойной звезды M51-ULS-1. Если этот статус подтвердится, то экзопланета станет первой открытой вне Млечного Пути.

## Наблюдения

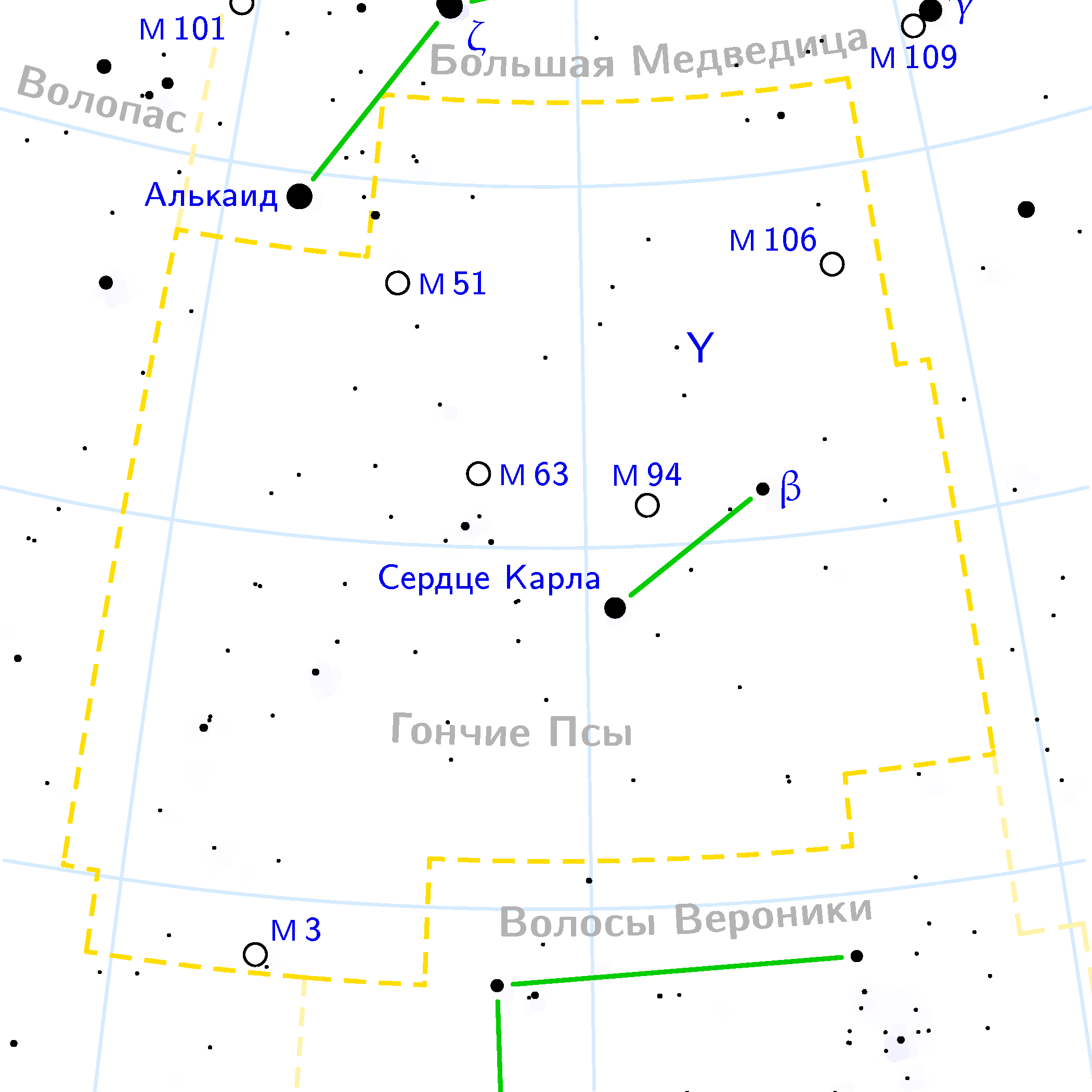
Спиральная галактика M 51 в Гончих Псах

Галактика Водоворот — довольно популярный объект для наблюдения в любительской астрономии благодаря достаточной яркости, хорошо видимым спиральным рукавам и наличию компаньона. M 51 имеет значительное положительное склонение, поэтому лучше наблюдается в северном полушарии. Лучшее время года для наблюдения — весна.
Галактика расположена практически перпендикулярно лучу зрения, её угловые размеры составляют 11x7'. Её видимая звёздная величина равна 8,4m, поэтому для обнаружения её на достаточно тёмном небе хватает небольшого телескопа или даже бинокля. Спиральный узор угадывается при наблюдениях с инструментом диаметром от 100 мм, а в телескоп с диаметром более 200 мм хорошо видно ядро галактики и её компаньона. Некоторые детали, такие, как области H II, различимы в телескопы с диаметром 300 мм.